# Comunione (religione)
La comunione è nel suo significato originario e fondante l'armonia che c'è tra due o più persone. La parola viene dal latino communio, che corrisponde al greco koinonìa (κοινωνία).

## Nel Nuovo Testamento
Nel Nuovo Testamento la comunione è un segno distintivo dei cristiani, ed è un frutto del dono dello Spirito Santo:
La grazia del Signore Gesù Cristo, l'amore di Dio e la comunione dello Spirito Santo siano con tutti voi (2 Cor 13,13).
La comunione che c'è tra i cristiani ha la sua radice nella comunione di questi con Dio in Cristo:
«Quello che abbiamo veduto e udito, noi lo annunziamo anche a voi, perché anche voi siate in comunione con noi. La nostra comunione è col Padre e col Figlio suo Gesù Cristo» (1 Gv 1,3; vedi anche 1,7).
Questa comunione tra i cristiani viene sovente detta in modo più tecnico "comunione dei santi".

## Nel cristianesimo primitivo
La comunione tra credenti era dimostrata, nei primi secoli del cristianesimo, dalle lettere di comunione, documenti che provavano l'appartenenza alla Chiesa di un credente proveniente da un'altra diocesi.

## Nella Chiesa cattolico-romana
La comunione è, nella Chiesa cattolica, un'istituzione sacramentale-giuridica. La natura sacramentale si vede nella partecipazione del fedele all'eucaristia, e lo scomunicato perde questo diritto.  La natura giuridica di tale istituto si coglie nel fatto che è un'autorità ad irrogare la pena della scomunica.
La Summa Theologiae (III, q. 82, a. 3) spiega per quali motivi S. Tommaso d'Aquino ritiene che l'ostia e poi il Corpo di Cristo debbano essere toccati soltanto da persone consacrate. Fino al Concilio Vaticano II una balaustra separava l'assemblea dei fedeli laici dai consacrati che unicamente potevano accedere all'altare.